# 2005年からの名古屋鉄道ダイヤ改正
本項では2005年1月29日白紙改正以降の名古屋鉄道ダイヤ改正（なごやてつどうダイヤかいせい）について記述する。
- 1987年1月1日改正より前のダイヤについては1986年までの名古屋鉄道ダイヤ改正を参照。
- 1987年1月1日改正から2005年1月29日白紙改正に至るまでのダイヤについては1987年から2004年までの名古屋鉄道ダイヤ改正を参照。

## 2000年代

### 2005年1月29日改正

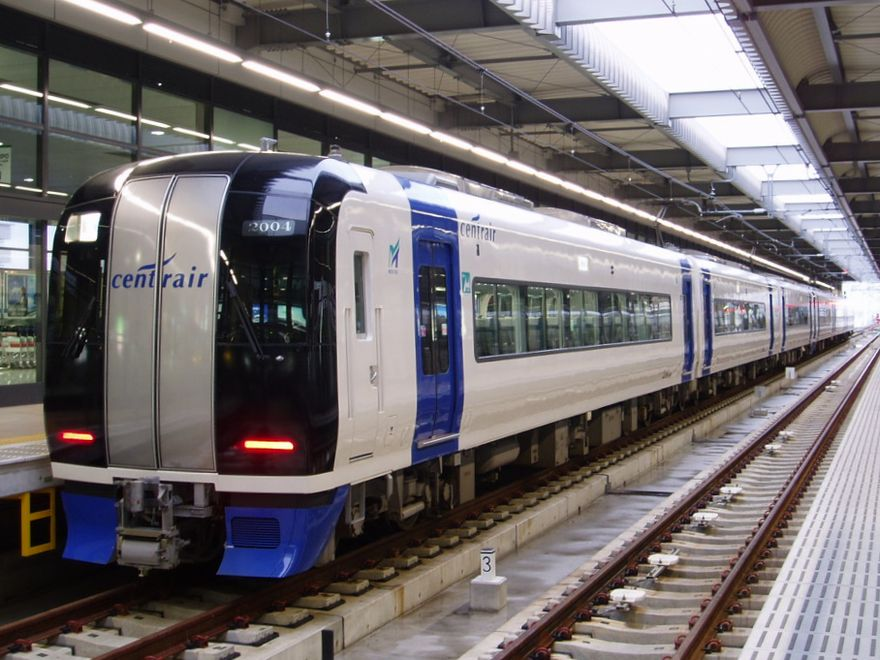
空港線の開業とミュースカイ（2000系）の登場

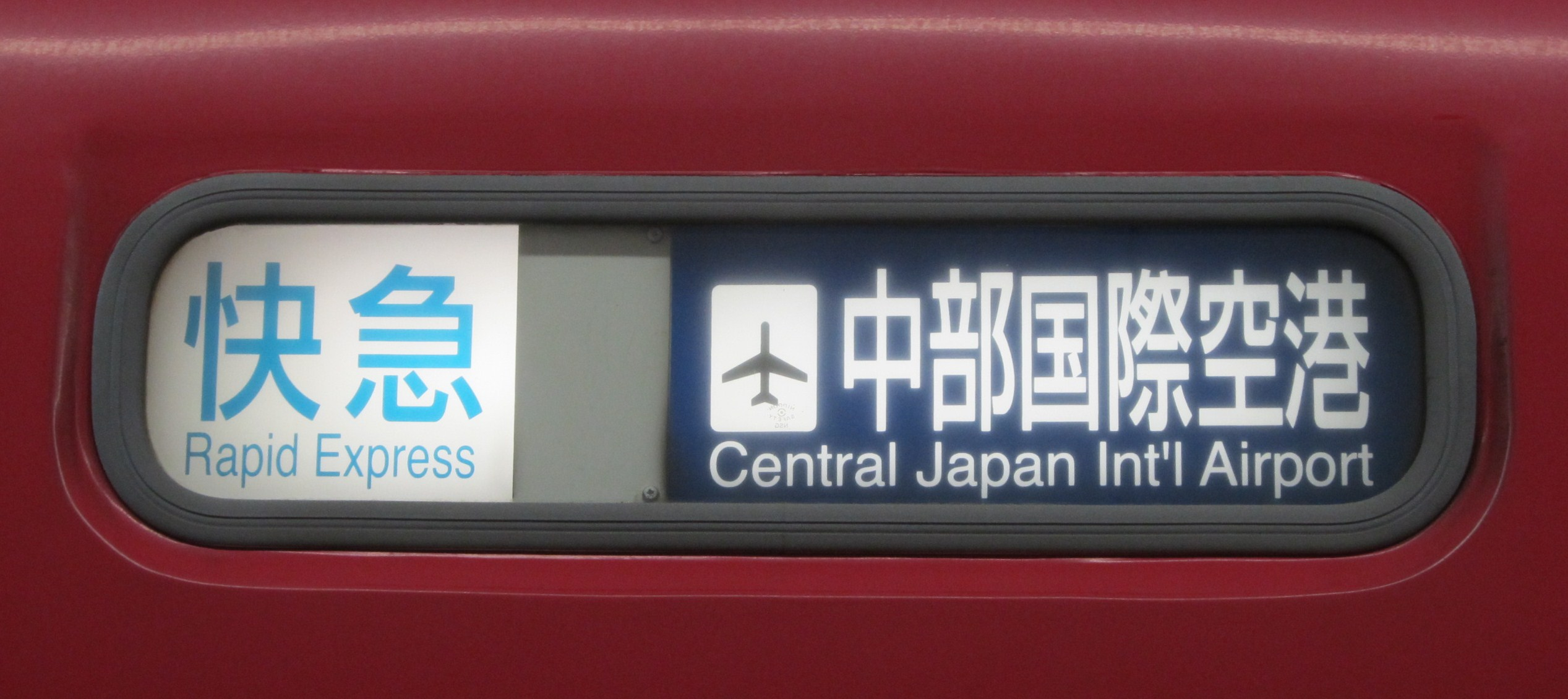
種別の多様化

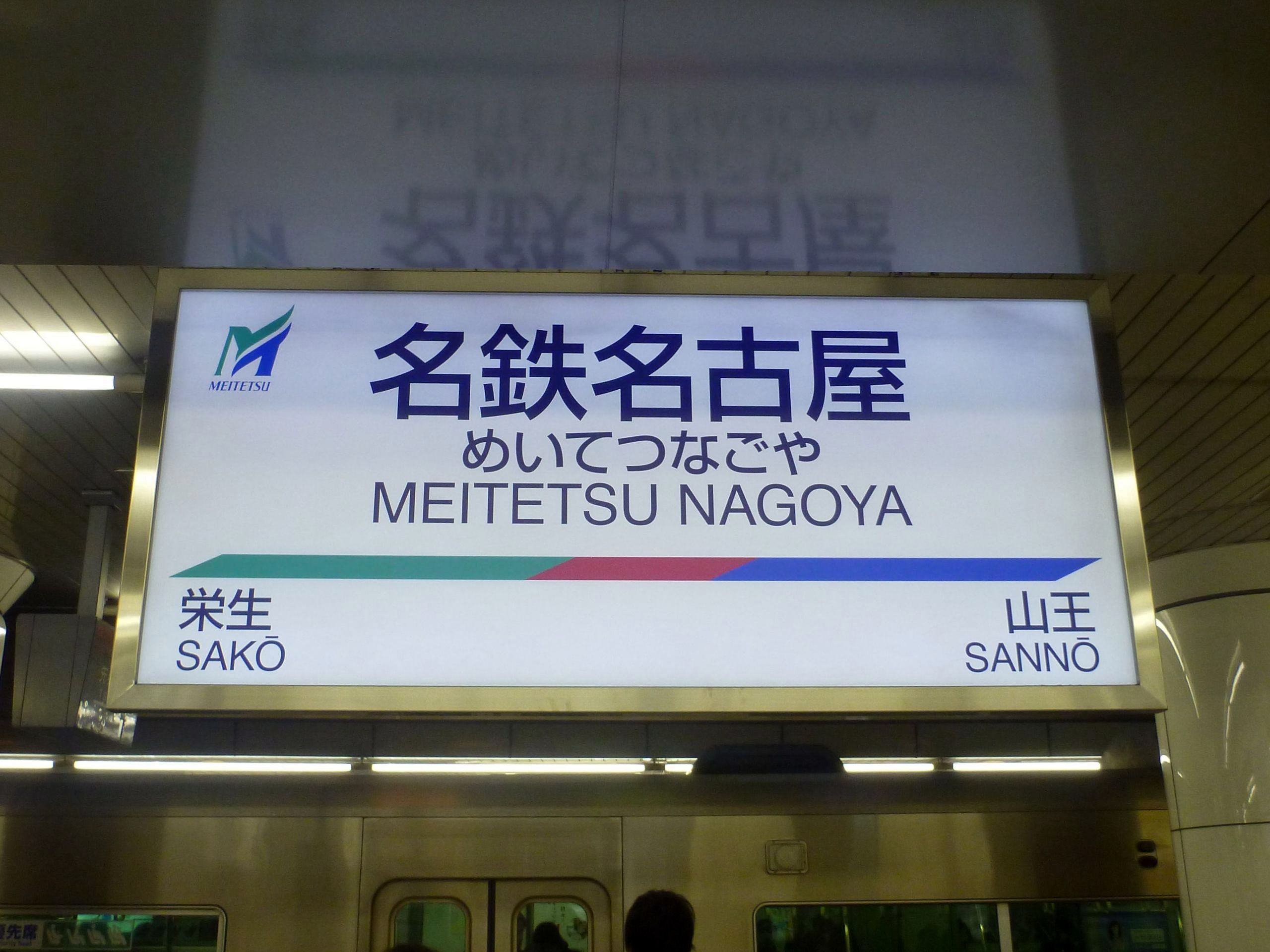
駅名の改称

中部国際空港（セントレア）開業に先駆けた空港線開業に伴う白紙改正。2005年4月1日付の廃止が決定していた岐阜地区の600V線区を除く全線で実施。
- 特別停車回数を減らし、停車駅を明確にするため種別を細分化。従来の特急を快速特急・特急[注釈 1]、急行を快速急行・急行・準急[注釈 2]とし、快速特急・特急・快速急行・急行・準急・普通の6種別体制とした。これにより、改正前は平日ダイヤ換算で1日当たり延べ1300回以上あった特別停車が、延べ204回に削減された[3]。
- 瀬戸線では水野駅、瀬戸市役所前駅が急行停車駅に昇格し[4]、急行が尾張旭駅 - 尾張瀬戸駅間各駅停車となった。尾張瀬戸駅では昼間は急行、準急、普通がそれぞれ2本ずつ10分ヘッドで発車するダイヤに改められた[5]。
- 7つの駅で駅名改称が実施され、名古屋本線のナゴヤ球場前駅が山王駅、新名古屋駅が名鉄名古屋駅、新一宮駅が名鉄一宮駅、新岐阜駅が名鉄岐阜駅[注釈 3]、犬山線徳重駅が徳重・名古屋芸大駅、各務原線各務原飛行場駅が各務原市役所前駅、河和線南成岩駅が青山駅にそれぞれ改称された[3][注釈 4]。また、新那加駅の「那」と瓢簞山駅の「簞」の表記を改め、それぞれ新那加駅、瓢箪山駅とした[9][注釈 5]。
- 空港線には日中、名鉄名古屋方面直通の快速特急（全車特別車）、特急（一部特別車[注釈 6]）、急行が各2本設定された。
  - 快速特急は名鉄岐阜駅 - 中部国際空港駅間、新鵜沼駅 - 中部国際空港駅間に各1本設定。常滑線、空港線内をノンストップ運転とし、名鉄名古屋駅 - 中部国際空港駅間を最速28分で結んだ[14]。このうち、犬山線に直通する快速特急は平日の夕方に新鵜沼・新可児行きとして運転される一方、夜間は犬山線へ直通せず、名鉄名古屋行きとして運転されていた。車両は同改正で導入された2000系電車「ミュースカイ」を使用[14]。
  - 特急は名鉄岐阜駅 - 中部国際空港駅間、豊橋駅 - 金山駅 - 中部国際空港駅間に各1本設定[14]。後者は金山駅でスイッチバックしていた都合で神宮前駅には2度停車し、空港線基準の上り方向は同駅、下り方向では金山駅で名鉄岐阜駅発着の特急と接続を取るダイヤが組まれた[4][注釈 7]。なお、朝夕はすべての本線特急が豊橋駅 - 名鉄岐阜駅間での運転となるため、特急は金山駅発着となっていた[14]。車両は1200系電車や新型の2200系電車が使用される[14]が、朝に数本設定されている全車特別車特急には2000系電車が充てられた[4]。本改正で新岐阜駅 - 常滑駅間の運用が無くなった1000系電車の全車特別車編成（4両編成）は、名古屋本線須ヶ口駅以西にほとんど入線しなくなった。
  - 急行は2本とも犬山方面へ直通した[4]。空港発列車は広見線新可児行きとして運転され、途中、太田川駅で後続の快速特急と河和線からの特急を待避し、犬山駅からは普通として運転されていた。空港着列車は各務原線名鉄岐阜駅発[注釈 8]で、各務原線内は普通、犬山線内は準急として運転され、名鉄名古屋で急行に種別変更し、始発から終点まで先着するダイヤであった。
- 空港線開業によって他線区のダイヤにも変更が生じた。
  - 空港線快速特急の犬山線直通に伴い、河和線方面から運転される特急毎時2本のうち1本が新鵜沼駅発着から名鉄名古屋駅発着に短縮された[4]。ただし、上りについては夜間は2本とも犬山方面直通であった。
  - 犬山線では空港線直通の快速特急と河和線直通の特急が毎時1往復ずつの設定となったため[4]、特急系統の運転間隔が変則的なものとなり、下りは24,36分間隔、上りは12,48分間隔となった。また、平日朝の豊橋駅6時40分発新鵜沼行き特急が名鉄岐阜行きに変更され、犬山線下り方向からは一部特別車特急が消滅した[5]。一方、急行はそれまで上りの半数が布袋駅などで特急を待避していたが、本改正より特急待避は朝の一部を除き解消された[4]。このほか、名古屋市営地下鉄鶴舞線から直通し犬山線内で急行として運転される列車が初めて設定された（平日朝の下り1本のみ）。車両は名古屋市交通局の3000形電車または3050形電車を使用。
  - 名古屋空港へのバス連絡のため停車していた、西春駅への特急特別停車が廃止された[15]。
- 名古屋本線・豊川線では下りの豊川稲荷駅 → 名鉄岐阜駅間の快速急行（夕方以降は急行）が国府駅で快速特急の通過後すぐ発車し、新木曽川駅（夕方からは新清洲駅）まで先着するようになった。また、新たに新鵜沼駅発豊川稲荷行きの一部特別車特急が設定され（折り返しは名鉄名古屋行き特急）、平日朝の1往復のみだが、豊川線でも一部特別車特急が運転されることになった[5]。
- 西尾線および津島線・尾西線（西尾駅 - 佐屋駅間）の急行は本改正より栄生駅を通過する快速急行として運転されるようになった（ただし、下り佐屋行きのみ津島線内は普通）。また、津島線では昼間の特急がなくなった代わりに下りでは普通、上りでは急行（ただし、急行として運転されるのは津島線内のみ）が各1本増発された[16]。
- 河和線太田川駅 - 知多半田駅間（平日のみ）、豊川線、羽島線では普通列車が増発され、当該区間では各駅に停車する列車が毎時4往復運転されるようになった[4]。
- 一方で輸送の効率化により、一部の列車の廃止もしくは運行区間の縮小が行われた。
  - 豊川線では前述のとおり平日朝に一部特別車特急が新設されたものの、休日は特急が全廃され、平日も夕方以降は上り豊川稲荷行き（全車特別車で運転）が夜間に1本運転されるのみとなった。
  - 蒲郡線では特急、急行が全廃され、吉良吉田駅 - 佐屋駅間の特急は昼間の運行区間が西尾駅 - 名鉄名古屋駅間に短縮された。
  - 三河線（海線）ではそれまで毎時1、2往復設定されていた名古屋本線直通の急行[注釈 9]が廃止され、本線内完結の準急列車となった[15]。三河線の本線直通列車は朝の名古屋方面へ3本（平日のみ）と夜間に碧南行き1本を残すのみとなった[5]。
- 名古屋本線の東笠松駅と広見線の学校前駅が廃止された[17]。
- この改正以後、始発駅出発後・乗務員交代後に車内放送で「運転手○○、車掌○○です」と、乗務員名を放送するようになった。
- この改正より駅構内が全面禁煙となった[18]。
- 5500系電車、8800系電車が引退した[19][17]。8800系が引退したことにより名古屋本線における快速特急、特急の最高速度が120km/hに統一された。

### 2005年2月17日改正
- 中部国際空港開港。常滑線・空港線では輸送力増強のため、朝夕の優等列車の増結や、一部ダイヤの修正を実施した[3]。

### 2005年3月22日改正
予想以上の空港線利用客の増加、および「愛・地球博」開催に対応するため、空港アクセス関連を中心にダイヤを一部改正した。
- 中部国際空港駅発着の快速特急、特急を増発し、終電を22分繰り下げ[20]。一部の金山駅発着特急、名鉄名古屋駅発着快速特急を、それぞれ名鉄名古屋駅、名鉄岐阜駅まで延長した[21]。終電の23時32分発金山行き特急には3500系電車などが充当され、全車一般車特急が復活した[20]。
- 空港線の輸送力増強のため、2200系電車6両で運転されていた列車の一部に3100系電車などが増結されるようになった[21]。
- ダイヤの調整により、太田川駅で河和線の普通列車（知多半田発着、名古屋方面直通）と常滑線の普通列車（常滑駅 - 太田川駅間運転）とが接続可能になった[21]。

### 2006年4月29日改正

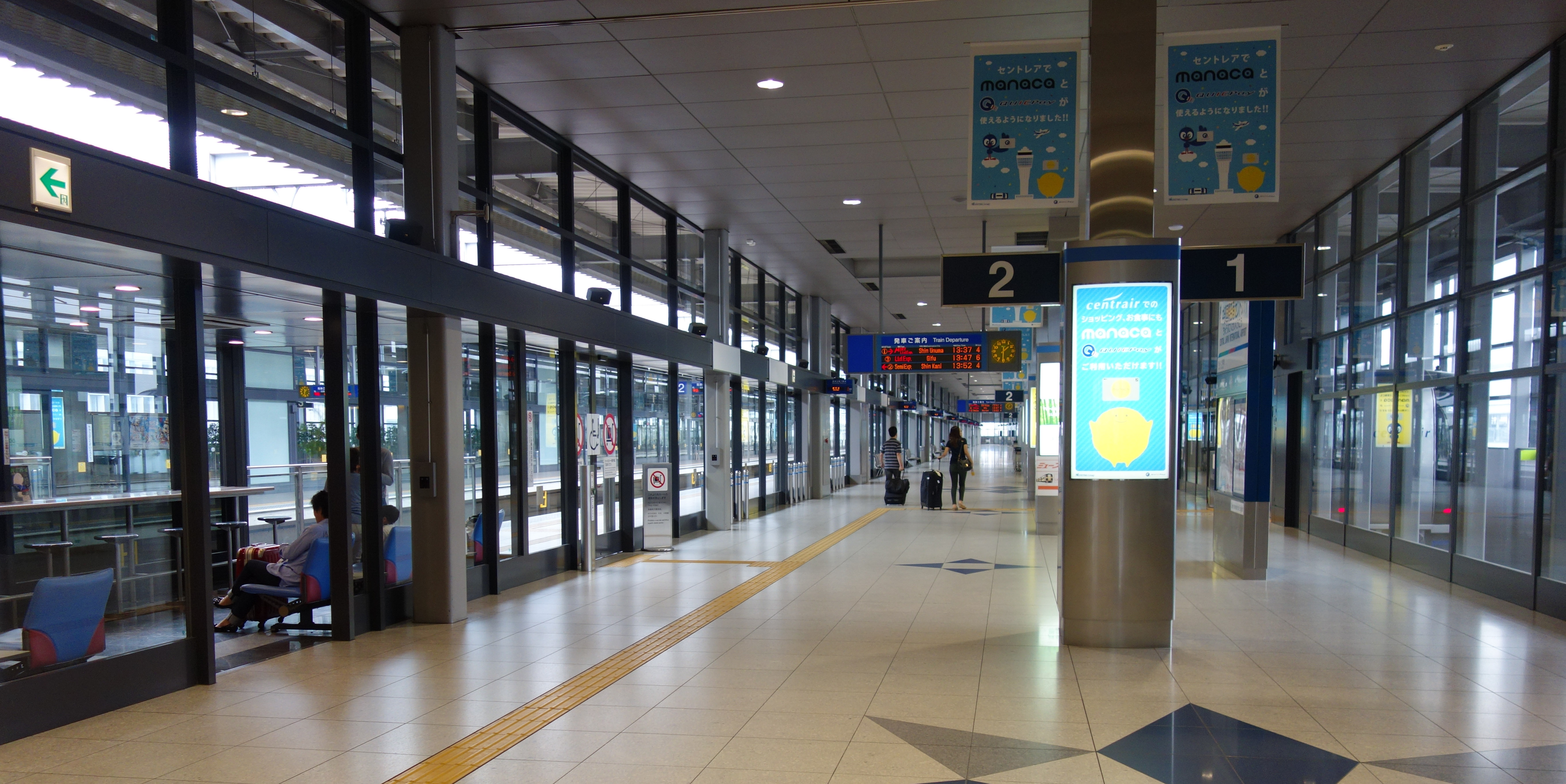
中部国際空港駅の輸送力増強

中部国際空港駅にミュースカイ専用の新1番ホームが設置されたことに併せて全線で実施。
- 中部国際空港駅のホーム増設に伴い、常滑駅発着の普通列車の一部が中部国際空港駅まで延長された[22]。
- 従来金山駅止まりだった夕方以降の中部国際空港駅発着の一部特別車特急が名鉄名古屋駅まで区間延長された[22]。
- 平日夜間の数本のみ、内海駅発の全車特別車特急が名鉄名古屋駅から再び新可児駅まで区間延長された。これに伴い、夕方の中部国際空港発の新鵜沼・新可児行き快速特急は新鵜沼行きに変更された。また、夜間には神宮前駅始発の新鵜沼行き特急が2本新設された[23]。
- 名古屋本線の準急運行区間を変更。それまで知立駅着・前後駅発（津島・尾西線内は普通）だった運用を上下とも前後駅以東を普通扱いとしたうえで東岡崎駅[注釈 10] - 弥富駅間に拡大し、これに伴って犬山駅 - 名鉄名古屋方面の普通が豊明駅発着に変更された。ただし、平日ラッシュ時の上りのみ、従来どおり準急は知立行きとして運転とされ、犬山駅始発の普通は東岡崎行きとして運転された[注釈 11]。
- 三河線（海線）でもワンマン運転が開始された[19]。ただし、ホームセンサーは設置されていない。
- 知多新線では平日朝夕時間帯の特急が美浜緑苑駅に特別停車するようになり、停車本数が増加[24]。
- 本改正より乗車券確認システムの範囲が名古屋本線、豊川線、犬山線、常滑線などに拡大された[25]。

| 名古屋本線の運行系統（2006年4月29日改正） |  | 名古屋本線の運行系統（2006年4月29日改正） |
| 名古屋本線の運行系統（2006年4月29日改正） |  |                                           |

### 2006年12月16日改正
- 西尾線鎌谷駅・三河荻原駅、河和線椋岡駅・布土駅、尾西線弥富口駅廃止に伴う時刻変更[22]。
- 本改正と同時に瀬戸線の加算運賃および名古屋本線などへの通算特例制度を廃止。また豊田線の加算運賃額を減額[26]。またこれらの変更に合わせて運賃表のデザインを刷新した[26]。

### 2007年4月1日改正
- 築港線ダイヤ改正。7時台の運転間隔を10分に短縮[22]。

### 2007年6月30日改正
- 犬山線を走る大半の特急と河和線を走る半数の特急（主に河和駅 - 新鵜沼駅間）が一部特別車に変更された[27]。この変更に伴い、平日夕方に設定されていた河和駅発新鵜沼・新可児行き特急が新鵜沼行きに変更され、広見線の特急が削減された[28]。
- 停車駅案内の訂正。実際には設定されていなかった広見線の快速急行が案内上から削除された（同じく存在しない各務原線の快速急行は引き続き掲載）[29]。
- 早朝に設定されていた名鉄一宮駅始発の中部国際空港行き特急がそれまでの一部特別車から全車一般車に変更された[30]。
- 平日早朝の豊橋駅 - 佐屋駅間の急行を豊橋駅 - 新鵜沼駅間の特急に変更[28]。本線東部・犬山線間の特急が復活した。同時に、平日朝に豊橋駅を発車する列車は始発から7:25発まで快速特急または特急になった。
- 男川駅に急行・快速急行が各1本特別停車するようになり、平日6、7時台の名古屋方面の停車本数が毎時3本から4本に増加[28]。
- 平日朝ラッシュ時間帯に三河線を走る普通列車がすべて4両編成となった[28]。
- 1994年11月改正以来尾西線に設定されていた、名鉄一宮駅経由で名古屋本線に直通する森上駅始発列車[注釈 12]が廃止された[32]。
- 土休日ダイヤ夕方時間帯に各務原線名鉄岐阜駅 - 三柿野駅間の普通列車を増発[27]。これは1993年8月12日改正で新設され、1998年4月6日改正で土休日ダイヤのみ廃止されていた列車を復活させたもので、これに伴い当該時間帯は犬山線犬山駅以南から直通する系統が新那加駅で種別変更せず、平日ダイヤと同じく全区間を急行運転するようになった[33]。
- 朝ラッシュ時の多くの快速急行以下の列車に減車が発生した。
- 瀬戸線尾張旭検車区の供用開始にともない、喜多山検車区が廃止された[19]。

### 2008年3月15日改正
JR側のダイヤ改正への対応や通学輸送強化を目的としたダイヤ改正。
- 新幹線「ひかり」最終便（東京駅発名古屋行）の時刻変更（豊橋駅、名古屋駅到着時刻の3分繰り下げ）に伴う接続列車の時間調整[34]。
  - 例として、豊橋駅発終電の準急鳴海行き、名鉄名古屋駅終電の準急新鵜沼行きなど4本の列車の発車時刻を新幹線に合わせて数分繰り下げ。
- 大森・金城学院前駅で下車する金城学院大学の学生輸送力向上のため、喜多山駅発着列車1本を尾張旭駅まで延長[34]。

### 2008年6月29日改正

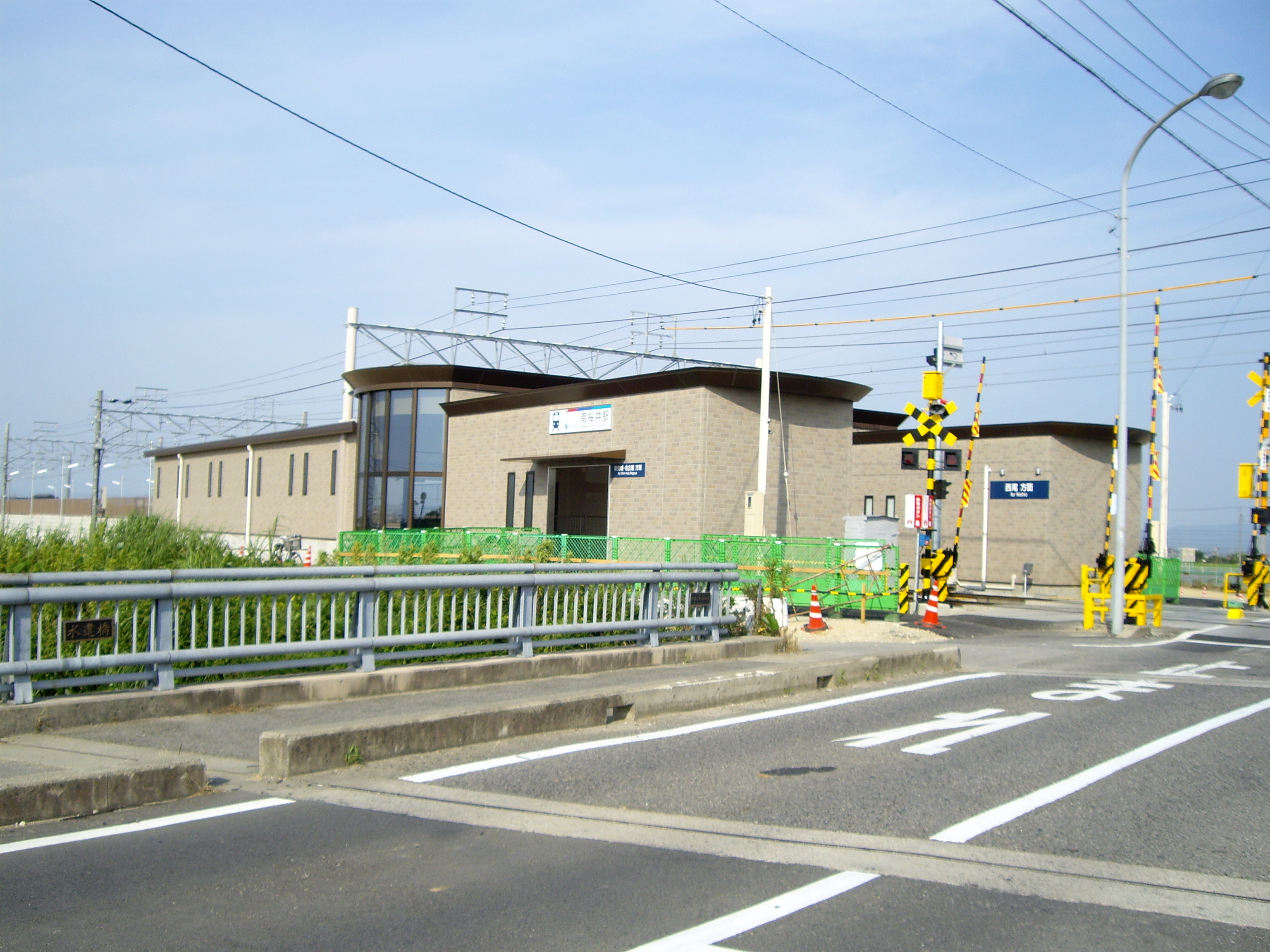
南桜井駅の開業

西尾線南桜井駅（準急停車駅）開業。同時に駅名改称が実施され、碧海桜井駅が桜井駅に、碧海堀内駅が堀内公園駅に改称された。
- 西尾線桜井駅 - 南桜井駅間、西尾口駅 - 西尾駅間が複線化、桜井駅が高架化された[35]。
- 西尾線を走る全車特別車特急は1往復を一部特別車編成とした以外は快速急行または準急に格下げされた[22]。同時に津島線・尾西線から特急がいったん消滅した[19]。また、西尾駅以南への特急の入線や桜井駅の特急通過がなくなった。
- 本改正でトランパスおよび駅集中管理システム、乗車券確認システムの導入が完了した[36][37]。非導入のまま残った蒲郡線と広見線新可児駅 - 御嵩駅間は終日区間内折り返し運転となり、蒲郡線では全列車ワンマン運転[注釈 13][38]、広見線では午前10時以降の列車がワンマン運転となった[39]。また、非導入区間との境界となる吉良吉田駅と新可児駅には乗車券確認用の乗り換え改札口が設置された[36]。
- 1600系電車が定期運用から離脱した[19]。

### 2008年12月27日改正
瀬戸線を除く全線で実施。

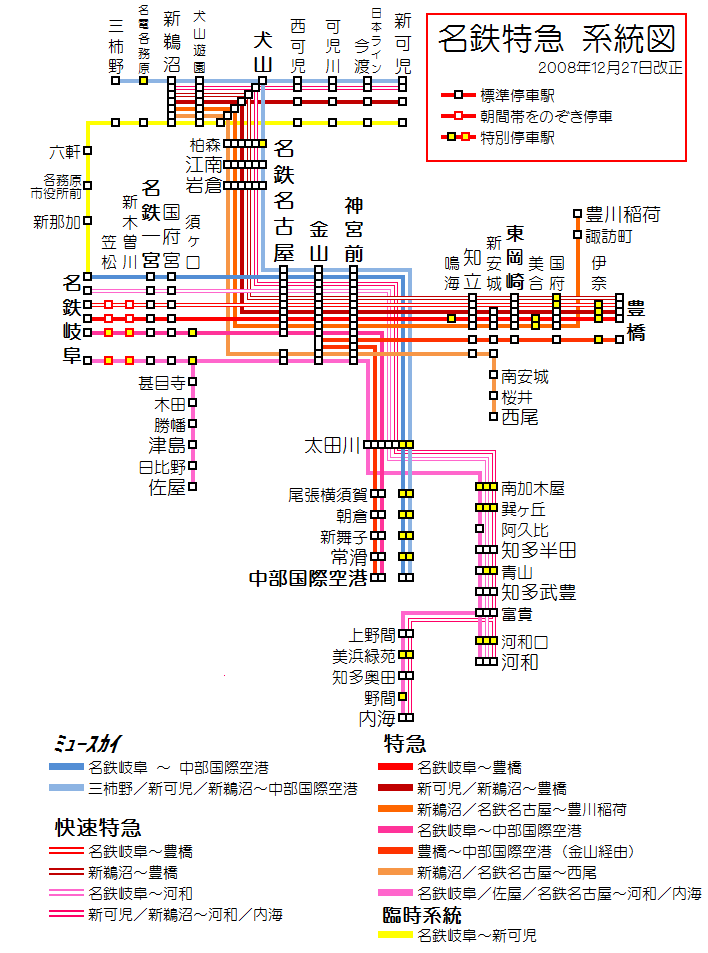
特急系統図（2008年12月27日改正）

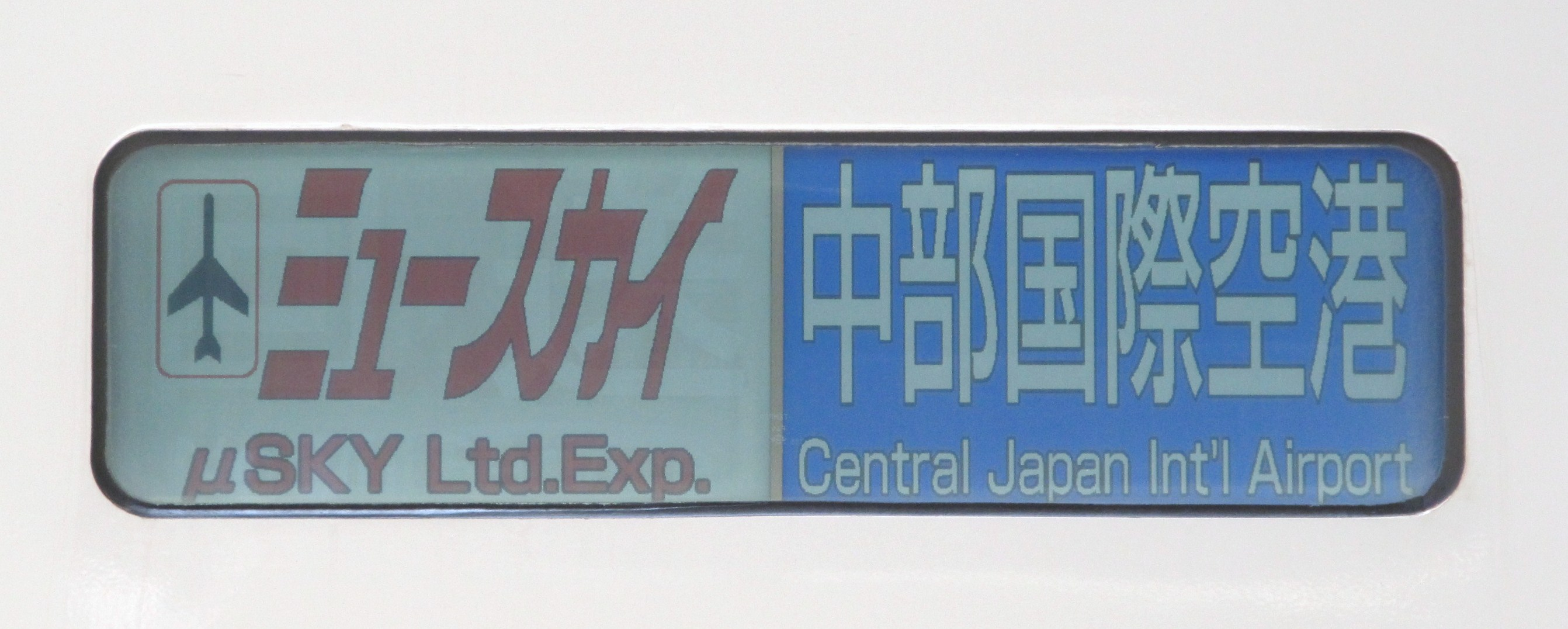
列車愛称「ミュースカイ」の列車種別化

- 本改正で特急政策の見直しが完了した（3度目の特急料金政策変更）。
  - 全車特別車の列車は快速特急より上位となる新種別「ミュースカイ」とした[40]。
  - 中部国際空港駅と名鉄一宮駅・金山駅とを結んでいた全車一般車特急は快速急行に変更となり[40]、1700-2300系電車が4編成増備されて快速特急と特急はすべて一部特別車となった[注釈 14]。
- 系統整理に合わせて優等停車駅を変更した。
  - 犬山線柏森駅が快速特急停車駅に昇格し、平日朝に快速特急が新設された河和線・知多新線では知多半田駅、知多武豊駅、富貴駅、河和駅、上野間駅、知多奥田駅、内海駅が快速特急停車駅となった（青山駅にも一部停車）[41]。
  - 河和線阿久比駅、青山駅が特急停車駅に昇格し、平日夕方に復活した津島線直通特急は従来の停車駅に加えて甚目寺駅が標準停車駅に加わった[41][42][注釈 15]。
  - 朝9時以降の快速特急・特急が新木曽川駅、笠松駅に停車するようになった[41]。これに関連して昼間帯の豊川稲荷駅発着の急行が名鉄一宮駅折り返しとなった[43]。
  - 扶桑駅が快速急行停車駅に昇格した[44]が、パターンダイヤに存在した快速急行系統（名古屋本線系統、名古屋本線・豊川線系統、西尾線・津島線系統）の列車が急行に降格し、快速急行の設定本数自体が大幅に削減された[45]。これにより多くの快速急行停車駅が急行停車駅に降格したが、パターンダイヤ上の停車本数に変化はなく[42]、逆に栄生駅に停車する急行が毎時2本増加した。
  - 実際には設定されていなかった各務原線の快速急行が停車駅案内上から削除された[46]。
  - 大里駅が準急停車駅に降格し[47]、昼間時間帯には普通しか停車しなくなった[42]。
  - 名古屋本線男川駅・藤川駅、犬山線石仏駅・木津用水駅・犬山口駅、常滑線大同町駅・聚楽園駅が準急停車駅に昇格した[44]。男川駅、藤川駅には豊川線直通系統の急行が夕方以降に東岡崎駅以東を準急運転することで対応し、犬山線と常滑線の各駅には準急に変更された空港線・広見線直通系統の列車（後述）が停車した[42]。
- 特急の運行区間が大幅に変更された。
  - 新鵜沼行きのミュースカイを一部新鵜沼・新可児行きとし、再び犬山駅で列車分割を行うようになった[42]。
  - 豊橋駅発着便は中部国際空港駅発着系統が大幅に廃止され（早朝の空港行き1本は残された）、新たに新鵜沼駅・新可児駅（後者は豊橋行きのみの運行）発着系統が毎時2本設定された[40][45]。また、平日朝7時36分発の快速急行を特急に改め、豊橋駅を発車する列車は8時15分発までが快速特急または特急に統一された[42]。
  - 中部国際空港駅発着便のうち、夕方以降に毎時2本設定されていた名鉄名古屋駅止まりの特急を名鉄岐阜駅まで延長運転するようになり、ほぼ終日中部国際空港駅 - 岐阜駅間の運行となった[40]。
  - 河和線・知多新線系統では昼間以降のほとんどの特急が河和駅 - 名鉄名古屋駅間に毎時2往復の運行パターン（平日夕方以降の名古屋方面行きのうち4本が尾西線佐屋駅まで延長運転[42]）となり、内海駅発着のものは朝と深夜のごく数本となった[48]。代替措置として、それまで毎時1往復のみであった内海駅発着急行を毎時2往復に増発し[44]、下りは名鉄名古屋駅を特急と急行とで15分ヘッドで発車するパターンに変更された。
- 土休日朝の空港行きミュースカイは始発から8時台まですべて8両編成となった[42]。
- 豊明駅に特別停車する急行の系統が名古屋本線・豊川線系統から西尾線・津島線直通系統に変わり、名古屋方面へ向かう準急は豊明駅折り返しとなった[43]。これにより豊明駅止まりだった毎時2本の普通列車が再び東岡崎駅まで運行されるようになった。
- 犬山線では上下とも急行は新鵜沼駅 - 内海駅間、準急は新可児駅 - 中部国際空港駅間での折り返しパターンに統一された[44]。また、岩倉駅 - 犬山駅間の準急が再び各停運転になったことに伴い、同区間の昼間以降の普通列車が大幅に削減され、名古屋方面へ向かうものは半数が岩倉駅、地下鉄鶴舞線直通列車はごく一部を除いて岩倉駅または柏森駅（平日夕方のみ）でそれぞれ折り返しとなった[42]。
- 各務原線では朝を除いて犬山駅 - 名鉄岐阜駅間の折り返し運行となり、新鵜沼駅・犬山遊園駅・犬山駅で名古屋方面に向かうミュースカイ・快速特急・特急・急行に接続する形になった[44]。夕方時間帯の名鉄岐阜駅 - 三柿野駅間の普通列車も削減され、当該時間帯み全線通しで急行運転を行っていた列車も名鉄岐阜駅 - 新那加駅を普通列車で運転するようになった[49]。これに伴い、同線の新那加駅以西で急行運転する列車はごくわずかとなった。
- 7000系電車（パノラマカー）が定期運用から離脱した[50]。また、1000系電車（パノラマsuper）のうち全車特別車編成（4両編成）が廃車となった[42]。
- モンキーパークモノレール線が廃止され、名鉄からモノレールが消滅した[22]。

### 2009年10月3日改正
- 築港線に5000系電車を投入して4両編成に増強[51]。4両となったことで輸送力に余裕ができたため列車本数を1-3本減便[50]。
- 平日の午後に1往復のみながら、三河線（海線）知立駅 - 碧南駅間の非ワンマン車による定期運用が再開された（当該列車には車掌が乗務する）。

## 2010年代

### 2011年3月26日改正

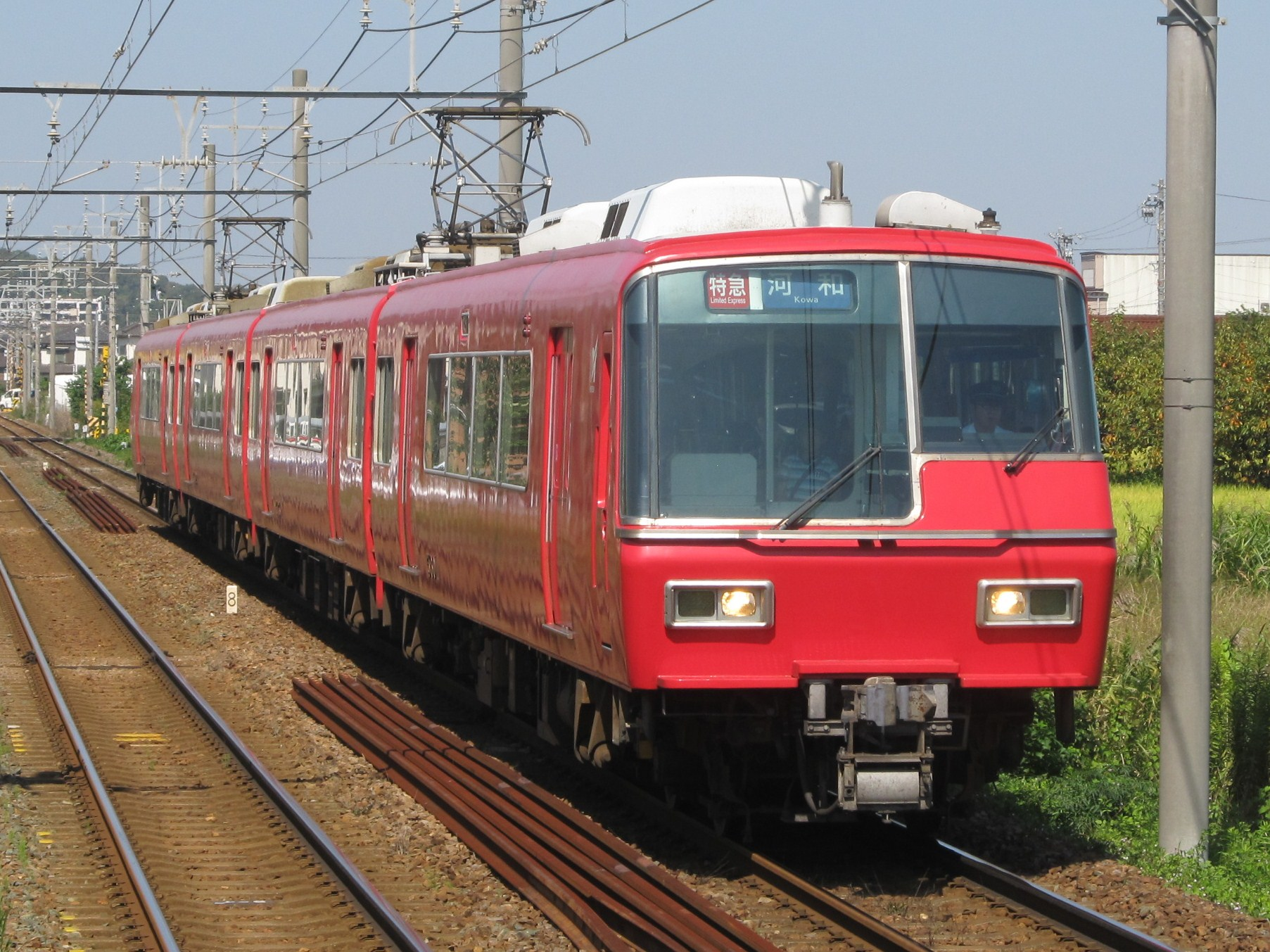
全車一般車特急の日中運転再開（河和線）

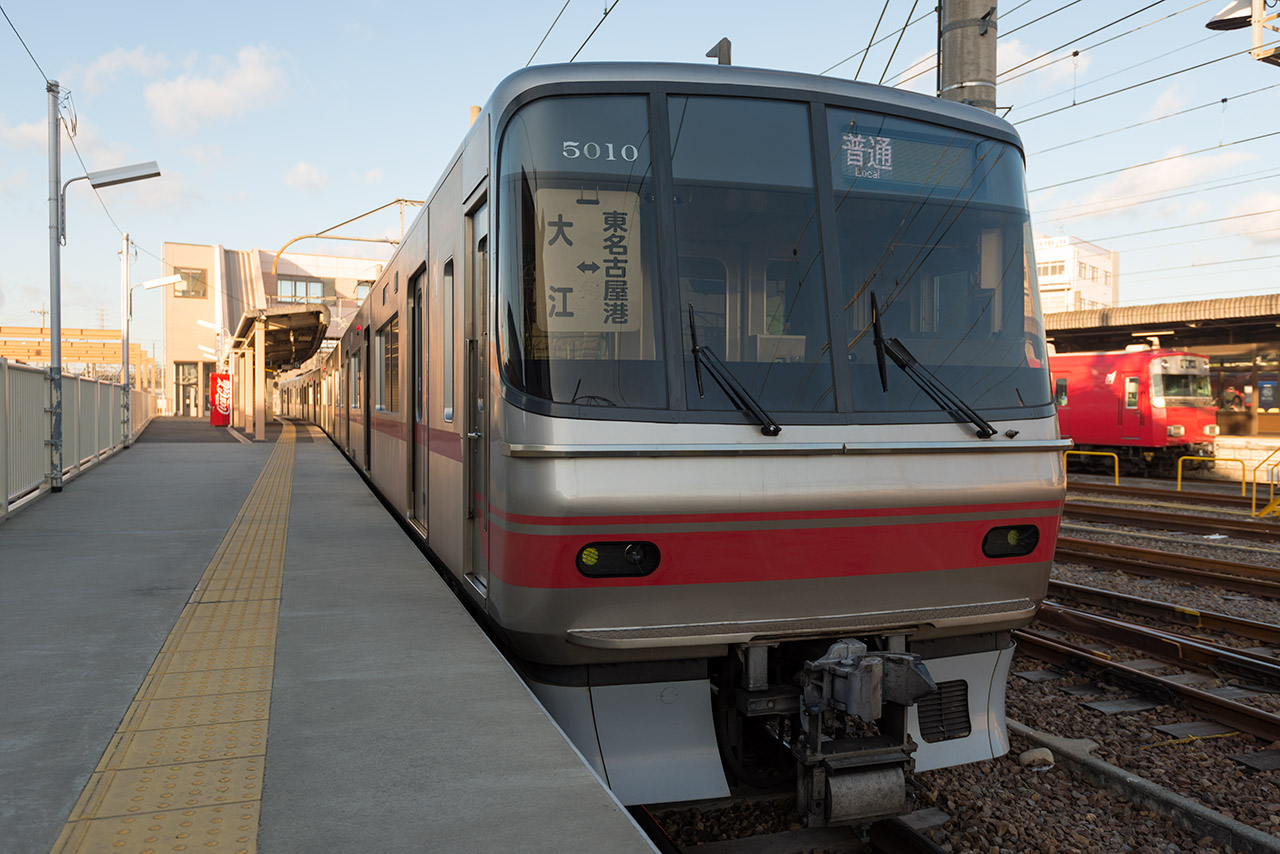
ワンマン運転区間の拡大（築港線）

全体的に平日の昼間及び朝ラッシュ時を中心に変更された。
- 豊橋駅発の急行1本を快速特急に変更し、同駅発の列車は8時45分発まで快速特急または特急になった[52]。一方で、豊橋駅5時53分発の金山駅折り返し中部国際空港行き特急を廃止[53]し、同時間帯の特急は名鉄岐阜行きに変更された。
- 豊川稲荷駅 - 名鉄岐阜駅間に快速特急を平日朝に2本設定[注釈 16]。この快速特急は基本停車駅の他に豊川線各駅に特別停車し、名古屋本線では国府駅、本宿駅、美合駅にも特別停車した（東岡崎駅以東の急行を補完）。この変更によって平日7時、8時台に東岡崎駅から名古屋方面へ向かう快速特急・特急の運行頻度が約10分間隔となった[52]。また、この列車は国府駅で伊奈駅発の普通と接続した。
- 朝9時から終電までの全列車が特別停車扱いになっていた新木曽川駅と笠松駅が正式な快速特急停車駅に昇格した。ただし一部の上り特急はいずれかを特別通過する千鳥式運転を実施。同時に朝 - 日中の竹鼻線列車が笠松駅折り返しとなった[52]。
- 平日朝の豊橋駅へ向かう急行3本を特急に格上げ。いずれも伊奈駅に特別停車し、うちの2本は鳴海駅にも特別停車する。
- 平日朝の中部国際空港駅へ向かう一部特別車特急が減便され、代替措置として快速急行を増発した[52]。
- ミュースカイは昼間の一部の列車が名鉄岐阜方面へ直通しなくなり、名鉄名古屋駅止まりとなった。また平日朝の金山駅発の列車を区間延長し全列車が名鉄名古屋駅を通るようになった[50]。
- 河和線では朝に名古屋方面行き特急を1本増発。また快速特急が特急に統合され、青山駅、阿久比駅にはすべての列車が停車するようになった[52]。7時台の上り方面は太田川駅から急行となる普通が廃止された。これにより、太田川駅から急行に変わる普通は知多半田駅6時54分発が最終となる。知多半田駅以南では朝の急行がほぼ知多半田駅で急行や快速急行となる普通に変更され、普通は知多半田駅始発となった。朝の河和方面では南加木屋駅、巽ヶ丘駅、住吉町駅にも停車する一部特別車特急（276列車[54]）が設定され、前回の改正で廃止された住吉町駅停車の特急が復活した。また1本設定されていた快速特急河和行きが快速急行に変更された。河和方面行きには設定されていなかった準急（河和線内は急行と停車駅は同じ）も設定された。
- 河和線（富貴駅以南）・知多新線の運行形態が変更された。同区間では全ての列車が各駅に停まるようになり、特急、急行、普通を合わせて約20分間隔となるパターンとなった[注釈 17]。また、平日昼間の特急は特別車の利用率が低かったため、全車一般車に変更された[55][注釈 18]。
- 名古屋本線でも運行形態が一部変更となり、平日昼間の豊明駅 - 佐屋駅間を走る準急が一部取りやめになった。代替措置として、有松駅と二ツ杁駅には豊川稲荷駅 - 名鉄一宮駅間の急行が準急の無い時間帯のみ特別停車するようになった。同じく吉良吉田駅 - 佐屋駅間を走る急行も準急の無い時間帯のみ弥富行きとなり神宮前駅から普通となっている。また、前回のダイヤ改正で平休夕間帯に残っていた豊川稲荷駅 - 名鉄岐阜駅間の急行もほとんど名鉄一宮駅発着に短縮された。この変更により、津島線の平日日中の運転本数が毎時4本（うち名古屋本線直通は毎時2本のみ）に減少した。
- 犬山線でも平日朝の運行形態が大きく変更され、上りでは従来運転されていた早朝の快速特急1本と特急2本の運転が取り止めとなり、同時間帯の上りの特急系統はミュースカイが主体となった。これにより同線の上り快速特急が消滅した。また、急行系統の列車では、上りでは快速急行が従来の4本から2本に減便された。下りでは、従来は犬山行きと岩倉行きが1本ずつ設定されていた地下鉄鶴舞線から直通の急行は、犬山行きが3本、岩倉行き2本の設定となり、平日の朝ラッシュのピーク時には設定されていなかった準急が設定された。
- 広見線では急行が消滅し、ミュースカイ・特急（土休日朝の新可児駅発豊橋行きの上り3本のみ運行）・普通の3種別となった。
- 各務原線では8時代に1本だけ残っていた準急（980F列車[56]）が各務原線内のみ普通列車で運転する（新鵜沼駅で準急に種別変更する）運用に変更された[57]。一方で6時台に快速急行が新たに設定された（776A列車。名鉄名古屋駅で急行に種別変更）[58]。ただし、快速急行の標準停車駅は各務原線内では急行と同一である[59]。
- 三河線では、土休日において知立駅発の猿投方面と碧南方面の最終列車を繰り下げ、平日と同じ時刻まで延長された。また平日に残っていた名古屋本線への直通列車を廃止し、豊田線からの直通列車を除いた全列車が線内折り返し運転となった。また、早朝の豊田市駅 - 猿投駅間の区間列車も廃止された。
- 名鉄名古屋駅から東岡崎駅への最終列車が繰り下げとなり、種別も準急から全車一般車の特急に変更された。中部国際空港駅発の最終列車も名鉄岐阜行きになるとともに全車一般車特急としての運行に戻された。いずれの列車も3500系電車などが充当され、6両編成で運転。
- 尾西線（津島駅 - 名鉄一宮駅 - 玉ノ井駅間。津島線直通列車など一部を除く）、豊川線（名古屋本線直通列車を除く）、築港線でワンマン運転を開始[50]。
- 本改正では車両運用面で大きな変化があった。
  - 本改正で全車一般車特急の運行が再開されたことにより、5300系・5700系電車[55]や3500系・3700系・3300系電車（3代目）の定期特急運用が再開されたほか、1800系・1850系電車2連4両による全車一般車特急の定期運用に初めて就くようになった。
  - 平日の朝には5000系電車（2代目）8両での営業運転が開始された。
  - 事実上の全車一般車特急といえる常滑・空港線系統の快速急行に6000系電車系列の定期運用が1本設定された。
  - 犬山線では全日とも1200系電車や2200系電車による急行や普通の定期運用[注釈 19]が特別車締切扱いで設定されたほか、平日ダイヤにおいて2200系電車や1700系電車が入線する機会が増加し、これに関連してラッシュ時には3100系電車や3150系電車を増結した8両編成の列車も増加[注釈 20]した。
  - 5300系電車20両が運用を離脱[50]。同車は残り18両の在籍[注釈 21]となった。
  - 瀬戸線では6750系電車が定期運用を離脱し、6000系電車にも初めて廃車が発生した[50]。
- 駅集中管理システムの拡充に伴い、目視に頼ってきた利用実態の調査を改札機の乗降データによる分析に切り替えた[53]。

### 2011年6月20日改正
- 平日朝間帯のダイヤの定時性向上のため、名古屋本線、犬山線、各務原線、津島線、尾西線で一部列車の時刻修正を実施。

### 2011年12月17日改正
- 太田川駅付近の連続立体交差事業完成に伴うダイヤ改正。太田川駅発着の列車の時刻が一部修正された[60]。
- 前回改正で設定された豊川稲荷駅 - 名鉄岐阜駅間の快速特急2本のうち1本が特急に変更された[61]。
- 2023年3月現在、本改正を取り上げた『名鉄時刻表 Vol.26』が冊子タイプの時刻表としては最後に発売された号となっている。

| 名古屋本線の運行系統（2011年12月17日改正） |  | 名古屋本線の運行系統（2011年12月17日改正） |
| 名古屋本線の運行系統（2011年12月17日改正） |  |                                            |

### 2013年4月1日改正
- 築港線ダイヤ改正。平日ダイヤに不定期列車を上下4本新設し、土休日ダイヤの休日運休列車1往復を定期運転に変更[62]。

### 2015年2月28日改正
- 三河線ダイヤ改正。知立駅付近連続立体交差事業による知立駅2、3番線仮線移行に伴う時刻調整[63]。

### 2016年9月17日改正
- 瀬戸線ダイヤ改正。喜多山駅付近下り線及び一部上り線の仮線移行に伴う時刻調整[64]。

### 2019年3月16日改正
利用者が増加傾向にある名古屋本線、西尾線、三河線の輸送改善などを目的としたダイヤ改正。
- 西尾線南桜井駅が急行停車駅に昇格し、日中も毎時4本が停車するようになる。この変更に伴い西尾線内の準急がすべて急行に統合され、西尾線内の準急が消滅する[65]。
- 三河線（海線）の夜間増発。上りは23時台が毎時3本となり、下りは終電を30分繰り下げる[65]。
- 休日ダイヤ6時台の中部国際空港行き快速急行（600E列車[66]）を金山駅始発から栄生駅始発に延長[65]。（栄生駅は始発駅だが特別停車扱いとなる。）
- 犬山線新鵜沼駅始発の中部国際空港行きミュースカイ（2列車[67]）を平日のみ8両に増結[65]。
- 休日夕方の特急・快速特急のうち本線特急および本線東部・犬山線系統の列車を8両化[65]。
- 西枇杷島駅のホーム改良の前段階として、同駅の列車待避が当改正で廃止された[68]。
- 車両運用面では5700・5300系の河和線での全車一般車特急運用が消滅し、ほとんどが犬山駅を中心とした運用のみとなった[69]。
- 新型コロナウイルス感染症の感染拡大（コロナ禍）の影響を受け、2020年5月より需要減少と感染拡大防止の観点から中部国際空港駅を発着するミュースカイの一部が運休となった[70]。当初の運休本数は平日8本、休日11本だったが、後に平日22本、休日35本まで拡大した[71]。
- 2020年5月7日より築港線平日16時台に不定期列車を1往復増設（4128・4129列車）。なお、平日夜の不定期列車の終電1往復（4164・4165列車）は、当面の間運転取止めとなる。
- 2021年3月15日より間合い運用を活用した急行の特別車営業を開始。該当列車は平日早朝の新鵜沼駅始発の急行2本[72]。

## 2020年代

### 2021年5月22日改正
コロナ禍の影響で利用者数が減少した事を受け、コロナ禍以前より減少傾向にあった区間を中心に終電の時間調整を目的としたダイヤ改正。このほか昼間帯の運行パターンも見直され、2011年3月26日改正以来の減便ダイヤとなった。
- 名古屋本線、西尾線、空港線、各務原線、広見線の終電時間を変更[73]。
  - 東海道新幹線と連絡する豊橋駅発着の最終列車を上下線とも繰り下げ[73]。このうち17分繰り下がる豊橋行き快速特急は新安城駅にも特別停車する[74]。
  - 名古屋方面から伊奈駅への最終列車を国府駅止まりに変更。その結果、伊奈駅への終電が16分繰り上げられる（平日のみ。土休日も最終列車が国府駅止まりとなるが国府駅で普通に接続するため土休日の伊奈駅への終電時刻はほとんど変わらない。土休日の小田渕駅への終電は逆に30分以上繰り下がる）。同様に名古屋方面から中部国際空港駅への最終列車が常滑駅止まりとなり、りんくう常滑駅・中部国際空港駅への終電が30分繰り上がる（本改正最大の終電繰り上げ）[74]。
  - このほか名古屋本線の2区間（名鉄岐阜→金山間、名鉄名古屋→東岡崎間）、各務原線名鉄岐阜→犬山間、広見線犬山→新可児間、西尾線新安城→西尾間の最終列車の時間が変更され、5-17分終電が繰り上がる[74]。
- 昼間帯から夜間にかけて一部系統の運転区間を変更。
  - 10時台から19・20時台にかけてのミュースカイの運行を中部国際空港駅 - 名鉄名古屋駅間に縮小し、本線西部および犬山線の運転を廃止。また夕方から夜間に存在した新鵜沼・新可児行きのミュースカイは新鵜沼行きに変更される[74]。これにより時刻表上名鉄から分割して二方向に向かう列車は消滅し（途中駅から二列車が併結する運用は存続）、広見線の下り列車は全て普通となる（平日朝の上りミュースカイと土休日朝の上り特急は従来どおり）。同時に、従来平日朝に存在した各務原線三柿野駅発のミュースカイを新鵜沼駅発に変更し各務原線から定期運行のミュースカイが消滅。
  - 豊明駅 - 佐屋駅間の列車（津島線直通系統）は2011年3月26日改正で削減された平日ダイヤに続き、休日ダイヤも津島線内の本数を毎時6本から毎時4本に削減[74]。同列車は休日の運転が朝を除いて[注釈 22]ほぼ消滅となる（平日の列車は夕方を中心に引き続き運転）。
  - 豊川稲荷駅 - 名鉄一宮駅間の急行（豊川線直通系統）は平日10 - 16時台の運行を取りやめ。代替として同時間帯の国府駅 - 豊川稲荷駅間および金山駅 - 須ヶ口駅間の普通を増発[74]（金山駅 - 須ヶ口駅間に関しては金山駅で折り返しとなっている常滑線・河和線直通の普通列車を日中に数本須ヶ口方面（下りは佐屋行き、上りは須ヶ口発となる）へ延長して対応）。これにより普通停車駅の西枇杷島駅と新川橋駅に関しては平日の日中のみ停車本数が毎時4本に増加する。また、休日は津島線直通系統の運転取りやめの補完として豊川線直通急行を有松駅と二ツ杁駅に特別停車して対応する。その関係で夕方以降の東岡崎以東の準急格下げと大里駅への特別停車が一部取りやめとなる。
  - 名鉄岐阜駅 - 新羽島駅間の列車（竹鼻線・羽島線直通系統）のうち、平日ダイヤ15時以降に設定された24本の名古屋本線直通運転を廃止し、笠松駅折返しとする[74]。名鉄岐阜駅と竹鼻線を直通する列車は最終の普通羽島市役所前行きなどごく少数となる。
  - 瀬戸線では10 - 15時台の急行を廃止。同時間帯は栄町駅 - 尾張旭駅間の普通を尾張瀬戸駅まで延長して対応する[74]。

### 2021年10月30日改正

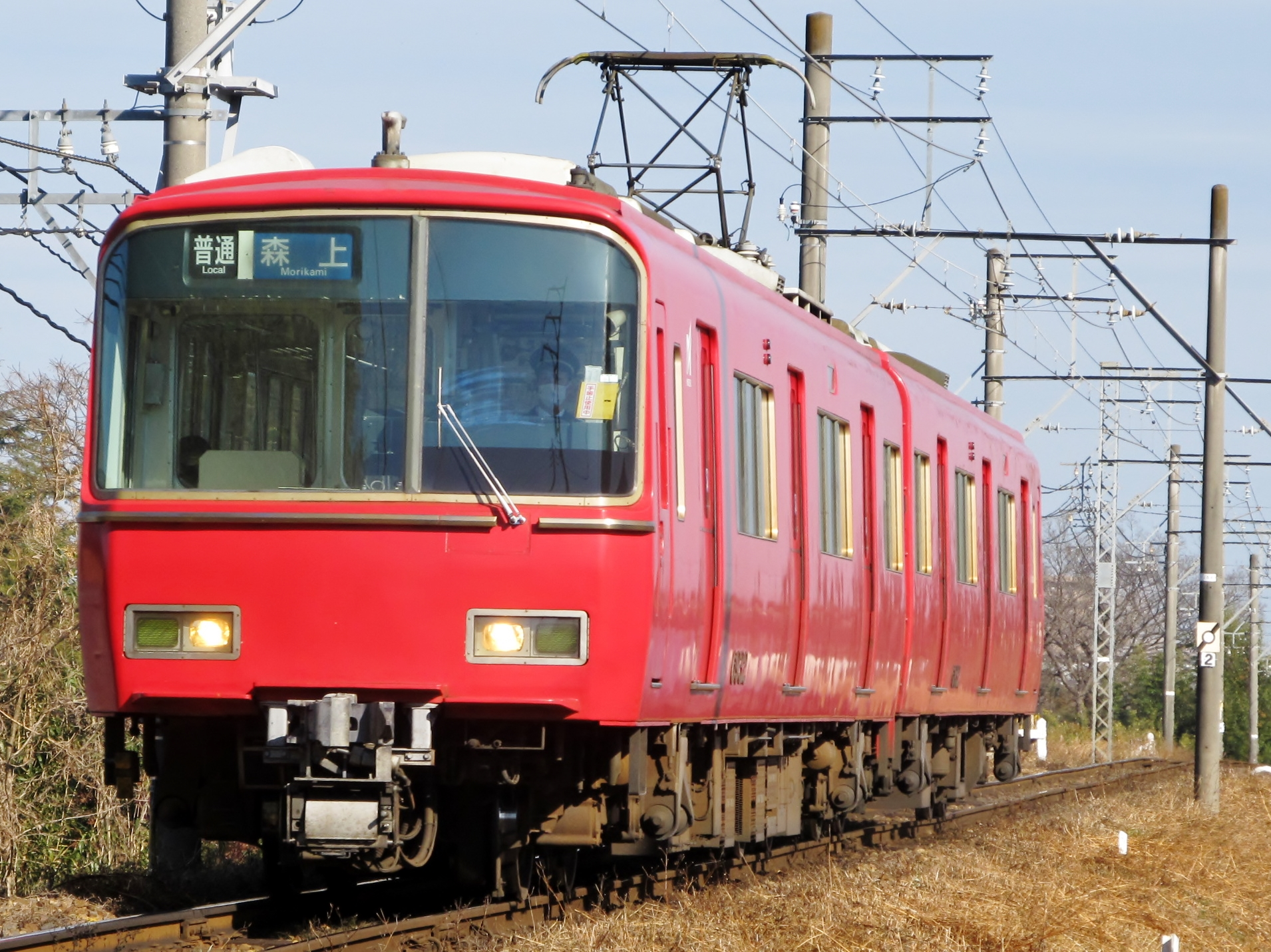
運行区間の一部短縮（尾西線）

先の改正に引き続き、コロナ禍の影響による旅客減に対応したダイヤ改正。
- 列車運行本数の削減および区間変更。
  - 豊川線は11時から14時台の運行本数を毎時4本から毎時2本に減便[76]。平日、休日ともに国府駅 - 豊川稲荷駅間の普通毎時2本のみとなり[77]、休日ダイヤの豊川線直通急行は名鉄一宮駅 - 国府駅間の運行に短縮される[78]。
  - 尾西線は名鉄一宮駅 - 津島駅間の10時から14時台の運行本数を毎時4本から名鉄一宮駅 - 森上駅間毎時2本、名鉄一宮駅 - 津島駅間毎時2本に変更し、森上駅 - 津島駅間の運行本数を削減[76]。
  - 各務原線・犬山線は10時から14時台の運行本数を毎時4本から名鉄岐阜駅 - 三柿野駅間毎時2本、名鉄岐阜駅 - 犬山駅間毎時2本に変更し、三柿野駅 - 犬山駅間の運行本数を削減[76]。区間短縮されるのは名鉄岐阜駅 - 新那加駅間を普通、新那加駅 - 犬山駅間を急行で運行されていた列車で、名鉄岐阜駅 - 三柿野間をすべて普通列車で運行するため市民公園前駅の停車本数は毎時4本に増加する[79][注釈 23]。
  - このほか、深夜帯21・22時台の名古屋本線、竹鼻線、広見線、豊川線の列車を一部削減。これにより新羽島駅発の名古屋本線直通列車が廃止され、全て笠松行きとなる[76]。
- 瀬戸線のダイヤ構成を昼間帯（10-15時台）のみ準急毎時2本、普通毎時4本から普通毎時6本に変更。これにより準急通過駅の停車本数が毎時4本から毎時6本に増加する[76]。

### 2022年7月9日改正
- 三河線ダイヤ改正。知立駅付近連続立体交差事業の進捗に伴う知立駅 - 碧南駅間の時刻調整[80]。
- このほか、他線区では新造車増備に伴い一部の車両運用が変更された[80]。
- 2022年11月19日には、2020年5月より一部運休していたミュースカイの運行が全て再開された[81]。

### 2023年3月18日改正

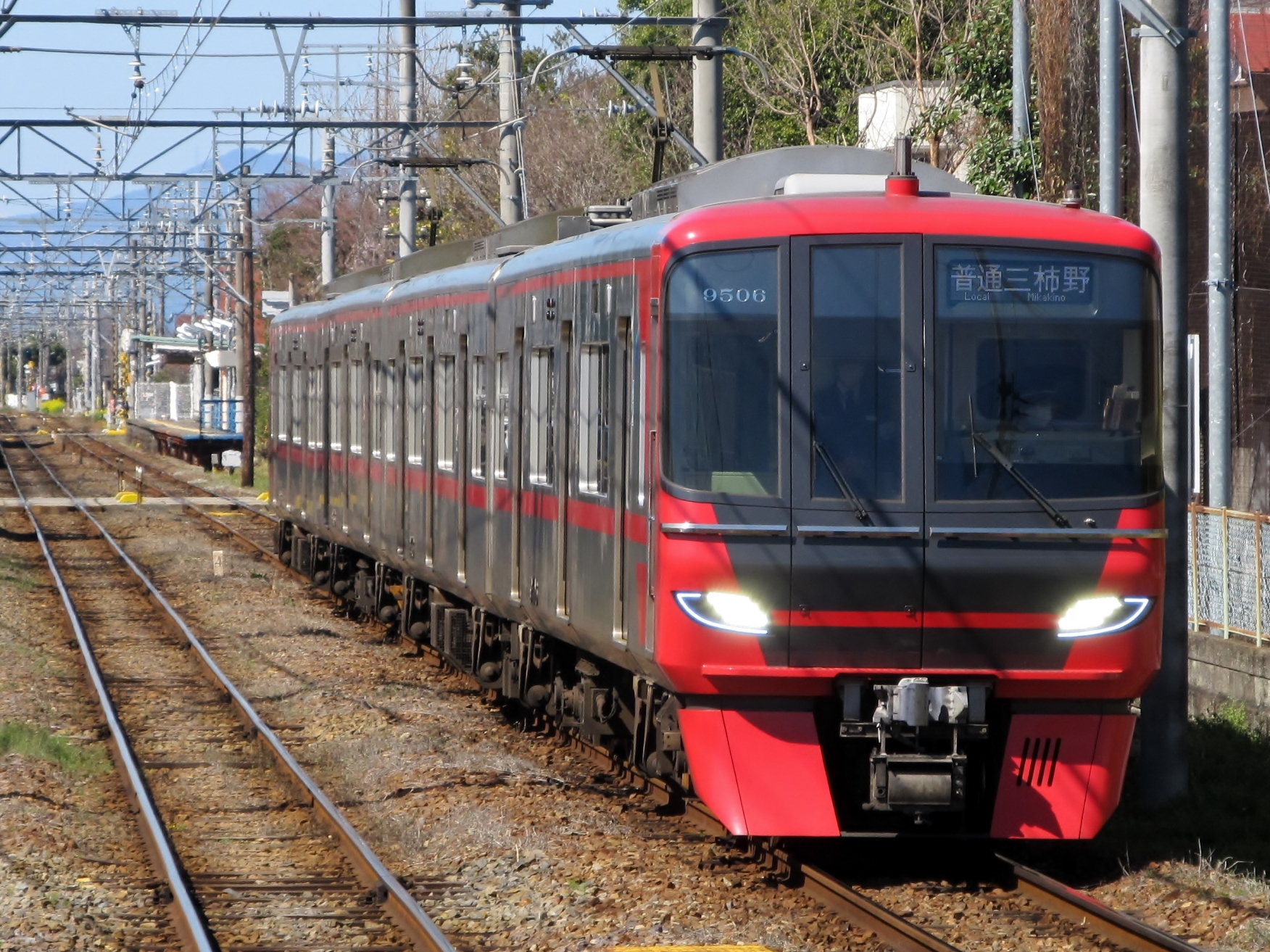
更なるワンマン運転線区の拡大（各務原線）

コロナ禍の影響による減便改正を再度実施。改正前と走行キロで比較して平日は約2 %、土休日は約3 %が削減され、ワンマン運転線区の拡大に伴うダイヤパターンの変更も行われた。
- 平日朝に設定されていた新木曽川駅・笠松駅の特急の特別通過を廃止。両駅には全ての特急が停車するようになった[83]。
- 豊川線豊川稲荷駅、稲荷口駅、諏訪町駅、八幡駅が急行停車駅[84]から快速特急停車駅に昇格[85][注釈 25]。
- 広見線の特急を廃止。土休日朝の新可児駅始発の特急は全て新鵜沼駅始発に変更され、土休日は終日普通列車のみとなった[83][注釈 26]。
- 西尾線の特急を平日早朝1本のみに削減。当該列車は一部特別車特急から全車一般車特急に変更され、始発駅を西尾駅から吉良吉田駅に変更。それに伴い吉良吉田駅、上横須賀駅、福地駅が特急停車駅に昇格[87]。
- 一部特別車急行運用の拡大。名古屋本線の一部特別車特急のうち、平日朝上下各1本を急行に変更。豊橋駅5:53発の岐阜行き（2200系）と、名鉄岐阜駅5:42発の豊橋行き（1200系）[注釈 27]が対象[83]。
- 名古屋本線の急行および準急の一部ダイヤパターン変更。
  - 全区間（豊橋駅 - 名鉄岐阜駅）を走破する系統は9時台から20時台まで豊橋駅 - 名鉄一宮駅間に短縮（上下48本）[83]。編成数もラッシュ時をのぞき6両から4両に削減[88]。
  - 平日10時台から14時台に豊明駅 - 須ヶ口駅間の準急を新設（上下17本）[83]。下り列車は普通に種別変更して津島線に直通[89]。
  - 国府駅 - 名鉄一宮駅間の急行（土休日上下22本）は豊明駅 - 須ヶ口駅間の準急に短縮・格下げ[83]。
- 中部国際空港駅始発の準急のうち、19時台以降の列車を4両から6両に増結[83]。
- 各務原線・犬山線（名鉄岐阜駅 - 犬山駅間）および知多新線（富貴駅 - 内海駅間）でワンマン運転を開始[83]。乗務員乗降扉の直下にホーム検知センサーを装備した3500系および9500系が充当された[90]。
  - 各務原線は終日名鉄岐阜駅 - 犬山駅間または名鉄岐阜駅 - 三柿野駅間の折返し運転となり、ワンマン運転区間外への直通および区間外からの直通列車が消滅[82][注釈 28]。列車種別も普通のみで、各務原線の快速急行・急行が廃止された[91]。
  - 知多新線のワンマン運転は9時台から22時台まで実施。当該列車は線内折返し運転となり、9時台から20時台までの間は運行本数も毎時2本に削減された[83]。
  - 知多新線ワンマン運転実施に伴い、河和線の特急・急行・普通列車（毎時各2本）も従来の知多新線（内海駅）発着と河和線（河和駅）発着とが毎時各1本ずつ枝分かれする形から改められた（9時台から20時台まで）[83]。特急・急行は河和駅発着に統一、普通は知多半田駅発着に短縮され、急行は知多半田駅 - 河和駅間を普通列車に種別変更する。これにより知多半田駅 - 富貴駅間は毎時6本から毎時4本に減便となるが、富貴駅 - 河和駅間は毎時3本から毎時4本に増発した形となる[83][注釈 29]。
- 本改正で知多新線上野間駅、野間駅および広見線明智駅が棒線化された[92]。これにより、広見線新可児駅 - 御嵩駅間では途中駅で列車交換ができなくなり、ほぼ終日毎時2本、1列車のみでの運行となった[93]。

### 2023年9月2日改正
- 三河線ダイヤ改正。知立駅付近連続立体交差事業の進捗に伴う知立駅 - 平戸橋駅間の時刻調整[94]。
- このほか新造車増備に伴い一部の車両運用が変更された[94]。

### 2024年3月16日改正
- 早朝深夜の空港アクセスを強化。
  - 平日早朝の中部国際空港行き急行（740F列車）の始発駅を金山駅から弥富駅に変更（名鉄名古屋駅までは普通[95]、西ノ口駅に特別停車[96]）。この区間延長により名鉄名古屋駅における7時台の空港行き列車が毎時6本に増加した[注釈 30][97]。
  - 中部国際空港駅23時台に名鉄一宮行き快速急行を1本増発[97]（2323E列車。神宮前駅から急行[98]）。
  - 東岡崎駅行き最終列車（438列車、全車一般車特急[99]）を5分繰り下げ[97][注釈 31]。これにより中部国際空港駅の最終列車（441列車、名鉄岐阜駅行き全車一般車特急[100]）と438列車とが神宮前駅で接続可能となった[97]。
- 名古屋本線・犬山線（夕方）および西尾線（平日早朝）の一部列車の編成を増強[97]。
- 同日に実施される名古屋市営地下鉄鶴舞線・上飯田線のダイヤ改正[101][102]にあわせ、犬山線・小牧線の地下鉄直通列車を削減。
  - 犬山線の鶴舞線直通列車は10時台以降、平日上下27本・土休日上下48本が削減、平日上下16本が区間変更となり、昼間は直通が完全になくなった。夕方以降は平日17-20時台の上小田井駅 - 岩倉駅間（毎時2本）の運用が中心となる[97]。
  - 小牧線は平日朝と土休日夕方の運行本数が削減され、毎時8本設定されていた平日7-8時台は毎時7本に、毎時6本設定されていた平日9時台および土休日17-19時台は毎時4本となった[97]。
- 広見線（犬山駅 - 新可児駅間）でワンマン運転を開始。これにより同区間ではミュースカイを除いた全列車がワンマン運転となり、平日早朝の数本[注釈 32]を残して区間内折返し運転となった[97]。
- 広見線の運用変更に伴い、新可児駅 - 中部国際空港駅間の直通列車は新鵜沼駅（一部犬山駅） - 中部国際空港駅間の運用に変更された。これにより犬山駅 - 新鵜沼駅間の列車本数が増加している[97]。
- 上ゲ駅が快速急行停車駅に昇格[105]。これにより知多半田駅での種別変更がなくなり、特急以外は住吉町駅以南は各駅停車となった[97]。
- 築港線の土曜ダイヤと休日ダイヤを統合（休日運休列車を不定期列車に変更）[97][注釈 33]。また運用車両を4両編成の5000系から2両編成の9100系ワンマン対応車に変更[106]。
- 河和線高横須賀駅 - 南加木屋駅間に加木屋中ノ池駅が開業。普通列車のみが停車する[97]。
- 三河線三河知立駅が東側約900 m先[注釈 34]へ移転した[97]。
- 本改正で運賃改定とミューチケットの値上げも実施された[109]。

- 2025年5月24日に運用変更（ダイヤは変更なし）が行われ、土休日のミュースカイのうち、8両に増結する列車が空港行き32本中18本、空港発31本中17本から空港行き24本、空港発23本に増加した[110]。このほか、平日・土休日ダイヤともにミュースカイ以外の一部列車の両数の削減や増結、使用車種も変更された[110]。